# Campionat de Salta de futbol
El Campionat de Salta de futbol és la màxima competició futbolística de la província de Salta. Es començà a disputar l'any 1921.

## Historial
Font:
- 1921: Correos y Telecomunicaciones
- 1922: Correos y Telecomunicaciones
- 1923: Central Norte
- 1924: Central Norte
- 1925: Correos y Telecomunicaciones
- 1926: Central Norte
- 1927: Central Norte
- 1928: Juventud Antoniana
- 1929: Juventud Antoniana
- 1930: Juventud Antoniana
- 1931: Juventud Antoniana
- 1932: Club Sportivo Comercio
- 1933: Juventud Antoniana
- 1934: Juventud Antoniana
- 1935: Juventud Antoniana
- 1936: Club Atlético Libertad
- 1937: Gimnasia y Tiro
- 1938: Juventud Antoniana
- 1939: Gimnasia y Tiro
- 1940: Central Norte
- 1941: Club Atlético Libertad
- 1942: Gimnasia y Tiro
- 1943: Gimnasia y Tiro
- 1944: Central Norte
- 1945: Gimnasia y Tiro
- 1946: Central Norte
- 1947: Gimnasia y Tiro
- 1948: Gimnasia y Tiro
- 1949: Central Norte
- 1950: Gimnasia y Tiro
- 1951: Gimnasia y Tiro
- 1952: Gimnasia y Tiro
- 1953: Juventud Antoniana
- 1954: Central Norte
- 1955: Central Norte
- 1956: Central Norte
- 1957: Juventud Antoniana
- 1958: Gimnasia y Tiro
- 1959: Correos y Telecomunicaciones
- 1960: Gimnasia y Tiro
- 1961: Central Norte
- 1962: Central Norte
- 1963: Central Norte
- 1964: Argentinos del Norte
- 1965: Central Norte
- 1966: Central Norte
- 1967: Juventud Antoniana
- 1968: Central Norte
- 1969: Central Norte
- 1970: Juventud Antoniana
- 1971: Central Norte
- 1972: Juventud Antoniana
- 1973: Central Norte
- 1974: Juventud Antoniana
- 1975: Juventud Antoniana
- 1976: Central Norte
- 1977: Gimnasia y Tiro
- 1978: Centro Policial
- 1979: Central Norte
- 1980: Gimnasia y Tiro
- 1981: Central Norte
- 1982: Central Norte
- 1983: Central Norte
- 1984: Gimnasia y Tiro
- 1985: Central Norte
- 1986: Central Norte
- 1987: Juventud Antoniana
- 1988: Juventud Antoniana
- 1989: Gimnasia y Tiro
- 1990: Gimnasia y Tiro
- 1991: Juventud Antoniana
- 1992: Central Norte
- 1993: Central Norte
- 1994: Juventud Antoniana
- 1995: Juventud Antoniana
- 1996: Central Norte
- 1997: Central Norte
- 1998: Gimnasia y Tiro
- 1999: Argentinos del Norte
- 2000: Central Norte
- 2001: Central Norte
- 2002: Central Norte
- 2003: Central Norte
- 2004: Club San Martín
- 2005: Atlético Sanidad
- 2006: Club Atlético Mitre
- 2007: Villa San Antonio
- 2008: Gimnasia y Tiro
- 2009: Villa San Antonio
- Clausura 2010: CSD Atlas
- Apertura 2010: Club San Martín
- 2011: CA Peñarol
- 2012: CA Pellegrini
- 2013: Villa San Antonio
- 2014: Club Atlético Mitre
- 2015: Central Norte
- 2016: Los Cachorros
- 2017: CA Pellegrini
- 2018: CA Peñarol
- 2019: Villa San Antonio